# 帆足正音
帆足正音（日语：／，1919年1月18日—1942年3月15日）是一位日本帝國海軍軍人，最終官銜是預備中尉。他所擔任機長的偵察機在馬來亞海戰中發現了英國軍隊。
帆足正音生於大分縣玖珠郡森町，父親是淨土真宗光林寺的住職。他就讀於龍谷大学，後在1938年（昭和13年）1月至1940年（昭和15年）3月在海軍預備役航空兵團中接受訓練，並加入了霞浦海軍航空兵團。1941年（昭和16年）4月，他完成訓練後被任命為預備役少尉。在當年12月的馬來亞海戰中發現威爾斯親王號和反擊號組成的英軍艦隊。次年三月，他在前往台灣的途中失去了消息，後被證實為戰死者。